# Рённе, Егор Карлович
Его́р (Гео́ргий, Григо́рий) Ка́рлович Рённе (дат. Rønne; 1788—1838) — барон, генерал-майор, командир лейб-гвардии Уланского Её Величества полка.

## Биография
Егор Рённе происходил из дворянского рода Курляндской губернии, переехавшего в Курляндию из Дании. Родился 20 марта 1790 года в Митаве, сын барона Карла-Христофора Карловича Рённе и его жены Гертруды урождённой фон Альбедиль, вероисповедания лютеранского.
Образование получил в Пажеском корпусе, откуда 13 февраля 1807 году поступил прапорщиком в Мингрельский егерский полк и 7 марта выступил в поход против турок в Молдавию. Затем сражался за Дунаем, находился при взятии крепости Мачина и укрепления Кюстенджи и в сражении при селении Татарище, за отличие 7 ноября 1808 года получил чин подпоручика. В 1810 году был при взятии Силистрии, при осаде и взятии Шумлы и при взятии Никополя. В 1811 году был снова в Молдавии и Бессарабии и 14 июля 1811 года получил чин поручика с переводом в Северский драгунский полк.
С 22 августа 1812 года участвовал во многих сражениях с французами в России, отличился в деле при Борисове. В кампании 1813 года находился в делах при Торн, при Кенигсварте и под Бауценом. 13 июля 1813 года, за отличие в сражении под Бауценом, был произведён в штабс-капитаны.
25 апреля 1814 года Рённе был переведён в лейб-гвардии Конно-егерский полк, 2 апреля 1817 года произведён в капитаны, 16 марта 1820 года — в подполковники, 17 марта 1825 года — в полковники. 22 августа 1825 года награждён орденом Св. Владимира 4-й степени и 22 августа следующего года получил орден Св. Анны 2-й степени.
1 января 1827 года назначен командиром Владимирского уланского полка и 8 ноября 1830 года ему была пожалована императорская корона к ордену Св. Анны 2-й степени. В кампании 1831 года против восставших поляков Рённе участвовал в разных делах в Гродненской, Минской и Волынской губерниях и в сражении под Вильной. Награждён знаком «Virtuti Militari» 3-й степени.
Произведённый 6 октября 1831 года в генерал-майоры с назначением состоять при начальнике 2-й уланской дивизии, он 10 ноября того же года переведён был состоящим при начальнике 2-й лёгкой гвардейской кавалерийской дивизии, а 20 января 1832 года назначен был командиром лейб-гвардии Уланского полка, который и принял 23 марта.
1 декабря 1835 года он за беспорочную выслугу 25 лет в офицерских чинах получил орден св. Георгия 4-й степени (№ 5108 по кавалерскому списку Григоровича — Степанова), а 6 декабря того же года награждён орденом Св. Владимира 3-й степени.
Командовал он лейб-гвардии Уланским полком до дня своей смерти, последовавшей в Санкт-Петербурге 14 июля 1838 года (из списков полка исключён 2 августа), похоронен на Волковом лютеранском кладбище.
Его брат Фридрих (Фёдор) был полковником и впоследствии статским советником и камергером.